# Tour de l'Algarve 2002
Le 28e Tour de l'Algarve a eu lieu du 9 février au 13 février 2002. Le Portugais Cândido Barbosa gagne pour la seconde fois le Tour de l'Algarve après une lutte acharnée avec le vainqueur 2000, le Suisse Alex Zülle. 

## Généralités
- La vitesse moyenne de ce tour est de km/h.

## Les étapes
| Étape | Date | Villes étapes | type | Distance (km) | Vainqueur d'étape | Leader du classement général |
| ----- | ---- | ------------- | ---- | ------------- | ----------------- | ---------------------------- |

| 1er étape | 9 février  | Tavira-Tavira      | 173,4 | Thorsten Wilhelms Allemagne   | Thorsten Wilhelms Allemagne |
| 2e étape  | 10 février | Castro Marin-Faro  | 173,1 | Alex Zülle Suisse             | Alex Zülle Suisse           |
| 3e étape  | 11 février | Loule-Albufeira    | 171,2 | Cândido Barbosa Portugal      | Alex Zülle Suisse           |
| 4e étape  | 12 février | Albufeira-Portimão | 173,5 | Cândido Barbosa Portugal      | Cândido Barbosa Portugal    |
| 5e étape  | 13 février | Portimão-Loule     | 166,8 | Jan Hruška République tchèque | Cândido Barbosa Portugal    |

## Classements finals

### Classement général final
| \| \| Coureur \| Pays \| Temps \| \| ------------------------ \| --------------------- \| ---------- \| ---------------- \| \| 1er \| Cândido Barbosa \| Portugal \| 20 h 37 min 08 s \| \| 2e \| Alex Zülle \| Suisse \| à 6 s \| \| 3e \| George Hincapie \| États-Unis \| à 13 s \| \| 4e \| Samuel Sánchez \| Espagne \| à 29 s \| \| 5e \| Rui Miguel Sousa \| Portugal \| à 31 s \| \| 6e \| Fabian Jeker \| Suisse \| à 39 s \| \| 7e \| Xavier Jan \| France \| à 40 s \| \| 8e \| David Navas \| Espagne \| à 53 s \| \| 9e \| Leandro Navarrette \| Espagne \| à 1 min 39 s \| \| 10e \| Adolfo García Quesada \| Espagne \| à 1 min 55 s \| \| .. partants, 104 classés \| \| \| \| |                       |            |                  |
| | Coureur               | Pays       | Temps            |
| 1er | Cândido Barbosa       | Portugal   | 20 h 37 min 08 s |
| 2e | Alex Zülle            | Suisse     | à 6 s            |
| 3e | George Hincapie       | États-Unis | à 13 s           |
| 4e | Samuel Sánchez        | Espagne    | à 29 s           |
| 5e | Rui Miguel Sousa      | Portugal   | à 31 s           |
| 6e | Fabian Jeker          | Suisse     | à 39 s           |
| 7e | Xavier Jan            | France     | à 40 s           |
| 8e | David Navas           | Espagne    | à 53 s           |
| 9e | Leandro Navarrette    | Espagne    | à 1 min 39 s     |
| 10e | Adolfo García Quesada | Espagne    | à 1 min 55 s     |
| .. partants, 104 classés |                       |            |                  |

## Classements annexes
| Classement par points             | Cândido Barbosa, Portugal, .. points |
| Classement du meilleur grimpeur   | Pedro Cardoso, Portugal, .. points   |
| Classement de la meilleure équipe | Milaneza-MSS, Portugal, .h ..min ..s |

## Équipes participantes
| LA Pecol-Bombarral | Team Coast                 | U.S.Postal Service |
|                    |                            |                    |
| Euskaltel-Euskadi  | Milaneza-MSS               | Bigmat.Auber 93    |
|                    |                            |                    |
| Ibanesto.Com       | Kelme-Costa Blanca         | ONCE-Eroski        |
|                    |                            |                    |
| Lampre-Daikin      | P.R.Dos Moveis-Antares VIP | Asc-Vila Do Conde  |
|                    |                            |                    |
| Matesica-Aboboda   | Cantanhede-M.Marialva      |                    |
|                    |                            |                    |